# Szamosújvárnémeti
Szamosújvárnémeti (románul: Mintiu Gherlii, németül: Deutschendorf) falu Romániában, Erdélyben, Kolozs megyében, az azonos nevű község központja.

## Nevének eredete
A Németi név középkori német lakosságra utal. Először 1269-ben említették Nemty, majd 1304-ben Nemiti, 1333-ban Nempcii és 1430-ban Nemethy alakban. Román neve szintén ebből a névből képződött, a nyelvjárási ejtésnek megfelelően – vö. Mintiu ~ Oláhnémeti és Mintia ~ Marosnémeti.

## Fekvése

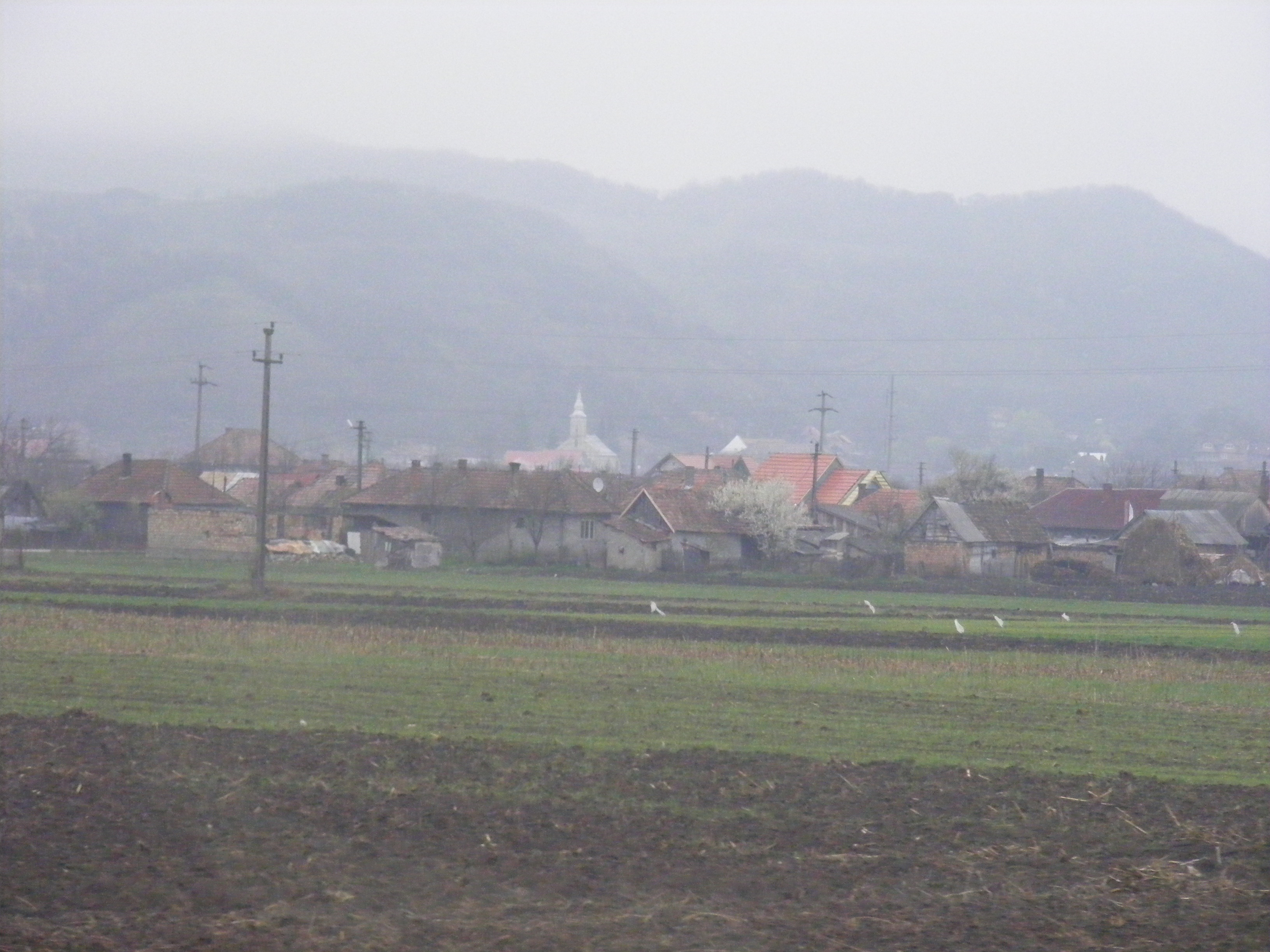

Szamosújvártól 4 km-re északkeletre, a Kis-Szamos jobb partján fekszik, a DJ119 megyei úton közelíthető meg.

## Népessége

### Etnikai és vallási megoszlás
- 1785-ben 819 lakosa volt, körülbelül 55%-uk jobbágy, 45%-uk zsellér. 1790-ben 676 görögkatolikust, 1766-ban 152 felnőtt reformátust, 1786-ban tíz római katolikust találtak a faluban.
- 1900-ban 1379 lakosából 1265 vallotta magát román és  113 magyar anyanyelvűnek; 1258 görögkatolikus, 56 református, 52 római katolikus és 13 zsidó vallásúnak.
- 2002-ben 1497 lakosából 1458 volt román, 20 cigány és 19 magyar nemzetiségű; 1414 ortodox, 48 görögkatolikus, 13 református, kilenc pünkösdi és nyolc római katolikus vallású.

## Története
A középkorban katolikus egyháza volt. 1456-ban mezővárosként Bálványosvár tartozéka, heti és országos vásárral. Úrilakát 1463-ig Vingárdi Geréb János, majd négy évig a Várdai család birtokolta. A váruradalom 1510-ben udvarbírót tartott benne, 1541-ben pedig országgyűlés színhelyéül is szolgált. 1553-ban 52 jobbágy, 28 zsellér és 51 szegény lakosával a bálványosváriból alakult szamosújvári uradalom falvai közül a legnagyobb lakosságú. Az Erdélyi Fejedelemség idején főként az államkincstár birtoka volt és a szamosújvári vár több nemesi rangra emelt darabontja és puskása is lakta. 1620-ban 98 jobbágy mellett 21 szabados és nemes családfőt számláltak össze benne. 1668-ban és 1680-ban benne tartotta gyűlését Belső-Szolnok vármegye. 1703-ban a kurucok felprédálták. 1738-ban az államkincstár itteni birtokrészét Szamosújvár város kapta meg és maradt fő birtokosa egészen a 20. század elejéig. 1715-ben már nem tartottak benne vásárokat, 1822-ben azonban ismét évi három országos vásár színhelye volt. Református egyházközsége 1640-ben már biztosan anyaegyház és az is maradt 1860-ig, amikor filiaként Szamosújvárhoz csatolták, majd 1887-től körlelkész látta el. A gyülekezet zömét 1871-ben cigányok alkották. A román görögkatolikusok 1744-ben építették föl kápolnájukat kőből. Később egy részük visszatért az ortodox hitre, 1771-ben perlekedés kezdődött a templom tulajdonjogáért, de 1782 körül az ortodox gyülekezet ismét uniált. 1852 és 1854 között új templomuk épült, ez ma az ortodox egyházé. 1876-ban Belső-Szolnok vármegyétől Szolnok-Doboka vármegyéhez csatolták.

## Látnivalók
- A használaton kívüli mai református templom egy 13. századi eredetű, román–gótikus stílusú templom szentélye, a hajót ugyanis 1843-ban lebontották. Az északkeleti támpillérbe római sírköveket építettek be. A szószék Kerekes Mihály munkája 1805-ből. Feltárás során az északi fal vakolata alatt az utolsó ítéletet ábrázoló freskótöredéket találtak. Mellette harangláb áll.

## Híres emberek
- Itt született 1991-ben Daniela Gurz válogatott labdarúgó.